# Arco dei Banchi
Arco dei Banchi är en täckt passage i Rione Ponte i Rom. Passagen förbinder Via dell'Arco dei Banchi med Via del Banco di Santo Spirito. 

## Beskrivning
Arco dei Banchi är uppkallad efter det före detta distriktet Banchi. I passagen finns en madonnella, det vill säga en Madonnabild – Madonna dell'Arco dei Banchi.
Här finns även en inskription som hugfäster minnet av Tiberns omfattande översvämning den 7 november 1277. Ordalydelsen är HVC TIBER ACCESSIT SET TVRBIDVS HINC CITO CESSIT ANNO DOMINI MCCLXXVII IND VI M NOVEMB DIE VII ECCL A VACANTE.

## Omgivningar
Kyrkobyggnader och kapell
- Santi Celso e Giuliano
- Oratorio di San Celso
- San Giovanni dei Fiorentini

Gator, gränder och piazzor
- Piazza di Ponte Sant'Angelo
- Via di Panico
- Via dei Coronari
- Vicolo del Curato
- Vicolo di San Celso
- Vicolo della Campanella
- Via dell'Arco della Fontanella
- Via dei Banchi Nuovi
- Largo Ottavio Tassoni
- Corso Vittorio Emanuele II
- Via Acciaioli
- Vicolo dell'Oro
- Piazza dell'Oro
- Via Paola
- Via del Consolato

## Bilder
| - Madonna dell'Arco dei Banchi. - Inskription om Tiberns översvämning den 7 november 1277. - Santi Celso e Giuliano. - Oratorio di San Celso. - San Giovanni dei Fiorentini. - Palazzo del Banco di Santo Spirito. |